# Losberg
Der Losberg ist ein Berg in Namibia mit einer Höhe von 1939 m und liegt zwischen Nubib- und Naukluftbergen. Der Losberg hat eine exponierte Lage im östlichen Gebiet des Namib-Rand-Naturparks in der Region Hardap. 
Durch die am Fuße des Losberges verlaufenden Ausläufer der Namib erscheint der Berg oft in einer irreal wirkenden Landschaftszenerie.

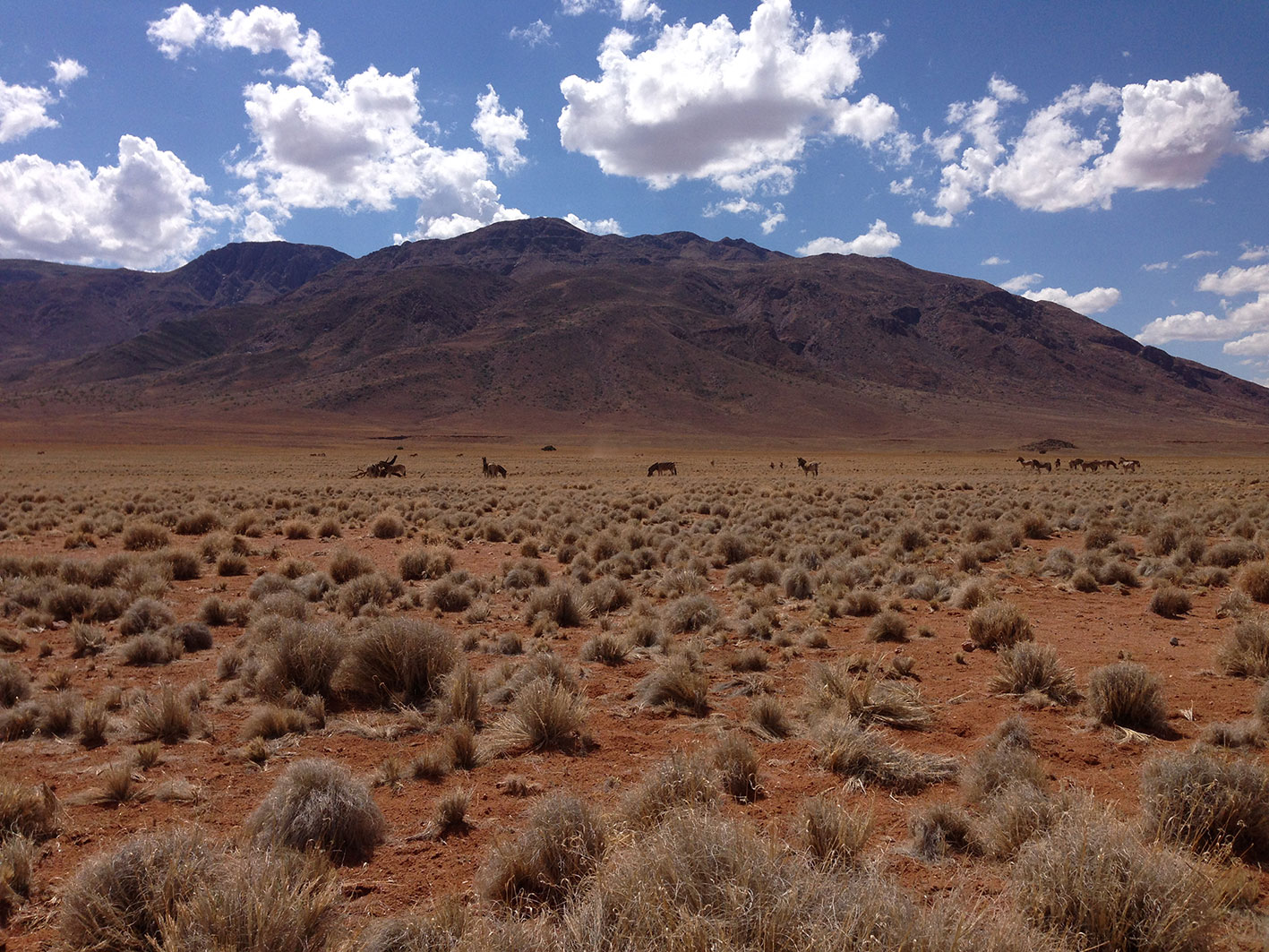